# Гавайилоа
Гавайилоа (гав. Hawai‘iloa) — персонаж гавайской легенды, первооткрыватель острова Гавайи. Согласно легенде, Гавайилоа был опытным рыбаком и штурманом, и однажды в плавании со своей командой случайно наткнулся на остров, который был назван в его честь. Совершив это открытие, Гавайилоа вернулся на свою родину — «землю жёлтого моря Кане», где вместе с другими мореплавателями организовал новую экспедицию, забрал свою семью и перевёз её на открытый им остров.
В легенде содержатся упоминания детей Гавайилоа: Мауи (старший сын), Кауаи (сын) и Оаху (дочь), которых он поселил на соседних островах. Эти имена дали названия островам Гавайского архипелага — Мауи, Кауаи и Оаху соответственно.
Легенда о Гавайилоа пользуется большой популярностью у современных гавайцев, многие считают её достоверным подтверждением древних гавайских устных традиций.
При этом легенда о Гавайилоа упоминается только в поздних источниках, в частности в трудах этнографа Абрахама Формандера (1812—1887) и ежегодном справочнике по культуре коренных гавайцев Thrum’s Hawaiian Annual, выходящем с 1875 года. Указанные публикации не приводят ссылок на сколько-нибудь достоверные источники древнего происхождения легенды о Гавайилоа, что даёт основания считать её спекулятивным измышлением Формандера или других авторов. В пользу последнего мнения говорит тот факт, что Гавайилоа не упоминается в трудах гавайских историков XIX века, таких как Дэвид Мало (1793—1853) и Самуэль Камакау (1815—1876). Мало в своих трудах рассматривал многие мифы о происхождении гавайцев и коренных народов Океании, но ни в одном из них не упоминает Гавайилоа. Камакау, в свою очередь, приводил миф о том, что первый мужчина — Хулихонуа и первая женщина — Кеакахулани — были созданы на острове Оаху.

## Каноэ

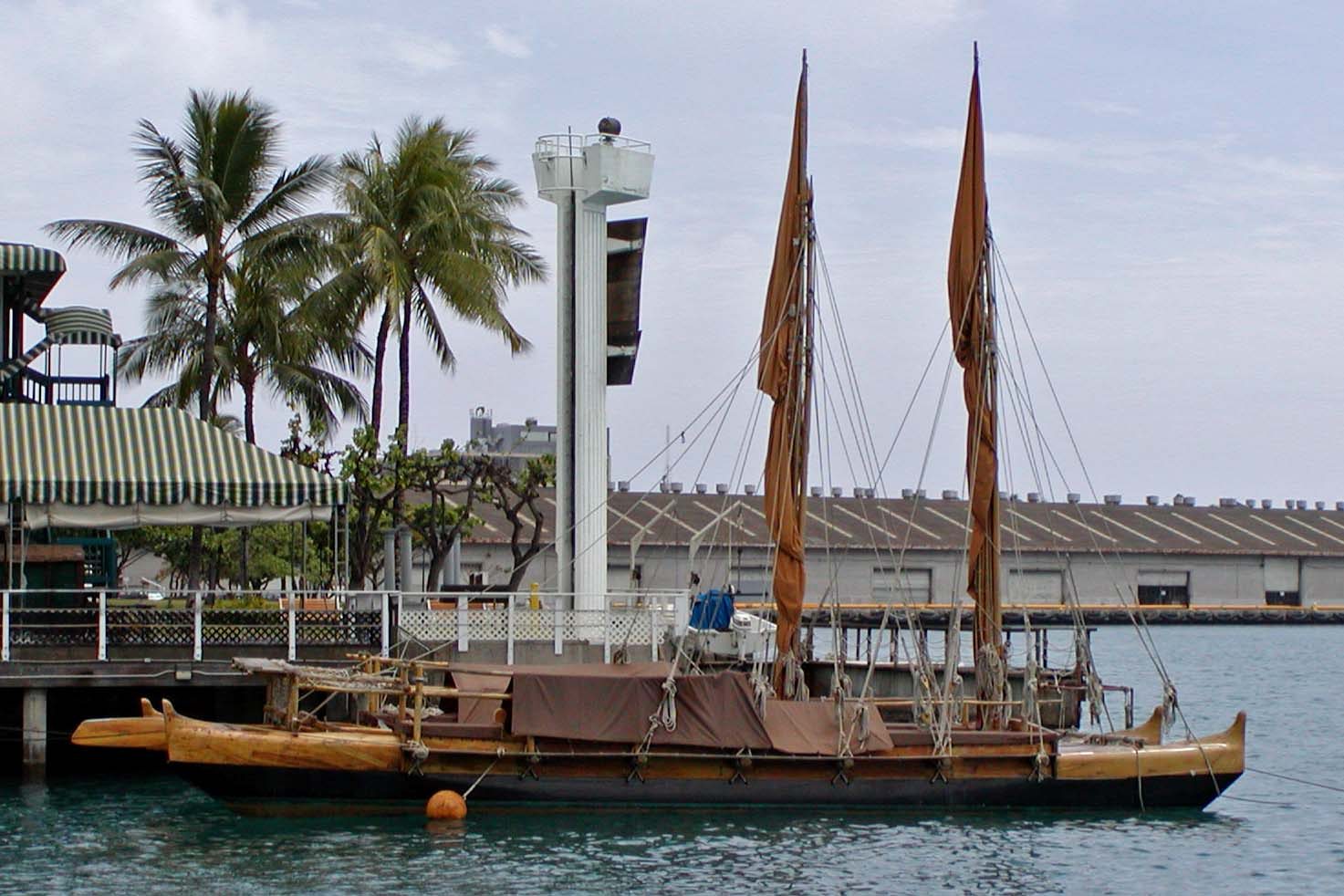
Судно «Гавайилоа» в бухте Гонолулу

«Гавайилоа» также является названием каноэ, построенного для международного судоходства. Каноэ «Гавайилоа» базируется в гавани Гонолулу и часто совершает длинные рейсы по всему Тихому океану, используя навигационные технологии потомков гавайцев.